# 佐藤暢 (栃木県知事)

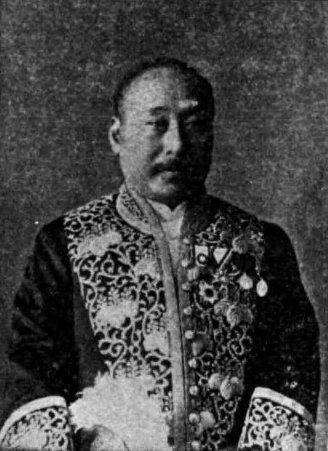
佐藤暢

佐藤 暢（さとう ちょう / しん、1851年1月13日〈嘉永3年12月12日〉 - 1910年〈明治43年〉9月7日）は、日本の内務官僚、実業家。官選栃木県知事。

## 経歴
薩摩藩士・佐藤信行の二男として生まれる。1868年に上京し東京府取締組組頭となる。のち権大警部に就任。明治六年政変により退官し鹿児島県に帰郷したが、再び上京した。1874年の台湾出兵に従軍し、西南戦争では警視庁三等少警部として出征。さらに陸軍歩兵少尉兼権少警部に任官し、歩兵中尉兼少警部に昇進した。
その後、富山県射水郡長、函館県収税長、大阪府収税長、大阪府書記官、群馬県書記官、内閣書記官などを歴任。1894年1月、栃木県知事に就任した。1897年4月、同県知事を非職となり、翌月に退官した。その後、博多湾鉄道社長、川崎造船所取締役などを歴任した。

## 栄典
- 1894年（明治27年）12月26日 - 勲五等瑞宝章[4]